# Terremoto del Perú de 2007
El terremoto de Pisco de 2007 fue un sismo registrado el miércoles, 15 de agosto de 2007, a las 18:40:57 PET (23:40:57 UTC) con una duración aproximada de 3 min 30 s. Su epicentro se localizó en las costas del centro de Perú a 40 km al oeste de Pisco y a 150 km al suroeste de Lima, y su hipocentro se ubicó a 39 km de profundidad. Fue uno de los terremotos más violentos ocurridos en Perú en los últimos años, siendo superado por el terremoto de Arequipa de 2001. Pero no fue el más catastrófico, desde ese punto de vista, el Terremoto de Áncash de 1970 produjo miles de muertos.
El sismo tuvo una magnitud de 8.0 en la escala de magnitud de momento y una intensidad máxima de IX (Violento) en la escala de Mercalli. Dejó 595 muertos, 2291 heridos, 76 000 viviendas totalmente destruidas e inhabitables, y 450 000 personas resultaron damnificadas. Las zonas más afectadas fueron las provincias de Pisco, Ica, Chincha y Cañete, afectando también a las provincias de Yauyos, Huaytará, Castrovirreyna, y a la capital de Perú, Lima. La magnitud destructiva del terremoto también causó grandes daños a la infraestructura que proporciona los servicios básicos a la población, tales como agua y saneamiento, educación, salud y comunicaciones.

## Sismología
El sismo de Pisco de 2007 se cataloga como el sismo más fuerte que haya sacudido aquella región desde el sismo de 1746. La fuente de origen del sismo fue el proceso continuo de subducción de la placa tectónica oceánica de Nazca, que se desplaza bajo la placa tectónica continental sudamericana, proceso del cual se ha formado la cordillera de los Andes.
El sismo presentó una ruptura muy compleja, presentando dos picos de máxima intensidad, separados por cincuenta segundos, dando la impresión de que fueron dos sismos. La información de que dos terremotos, de 7.5 el primero y 7.7 el segundo (dada por el entonces presidente, Alan García), es completamente errónea. La información proporcionada por el IGP, en los primeros 10 min de ocurrido el sismo, fue de una magnitud 7.0 en la escala de Richter. Sin embargo, la información proveniente del Servicio Geológico de los Estados Unidos (USGS) indicaba preliminarmente un sismo de Mw = 7.7, luego subió la cifra a 7.9 para finalmente, luego de más estudios, fijar en 8.0 en la escala de magnitud de momento (Mw) a la magnitud del sismo, estimación también aceptada por el IGP. En años posteriores, estudios publicados por el USGS a través de métodos más recientes como la sub escala de "Mww" y el modelo de "finite fault" dan ambos como resultado una magnitud de 8.2Mw.
En las primeras horas del sismo principal, se presentaron numerosas réplicas, de las cuales la mayor fue de magnitud ML = 6.2, ocurrida a las 12:16 del día 16 de agosto. Para los especialistas, la baja magnitud de las réplicas indicaría que la mayor parte de la energía acumulada fue liberada durante el sismo principal, causando pánico cuando se vieron dos resplandores saliendo del mar frente a ese lado de la costa, provocados por el roce de las placas tectónicas.

## Daños, víctimas y zonas más afectadas por el terremoto

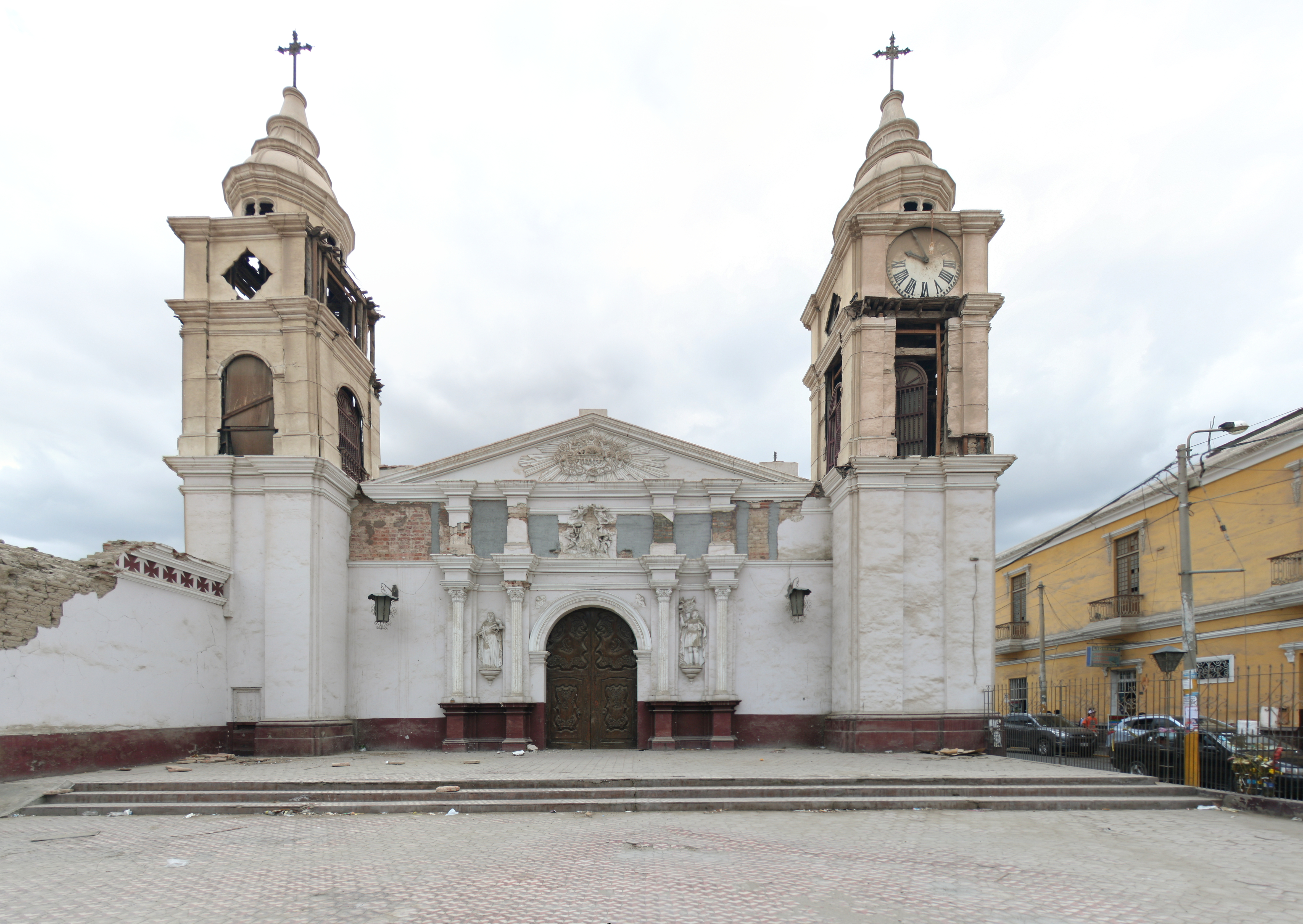
La Catedral de Ica dañada por el sismo.

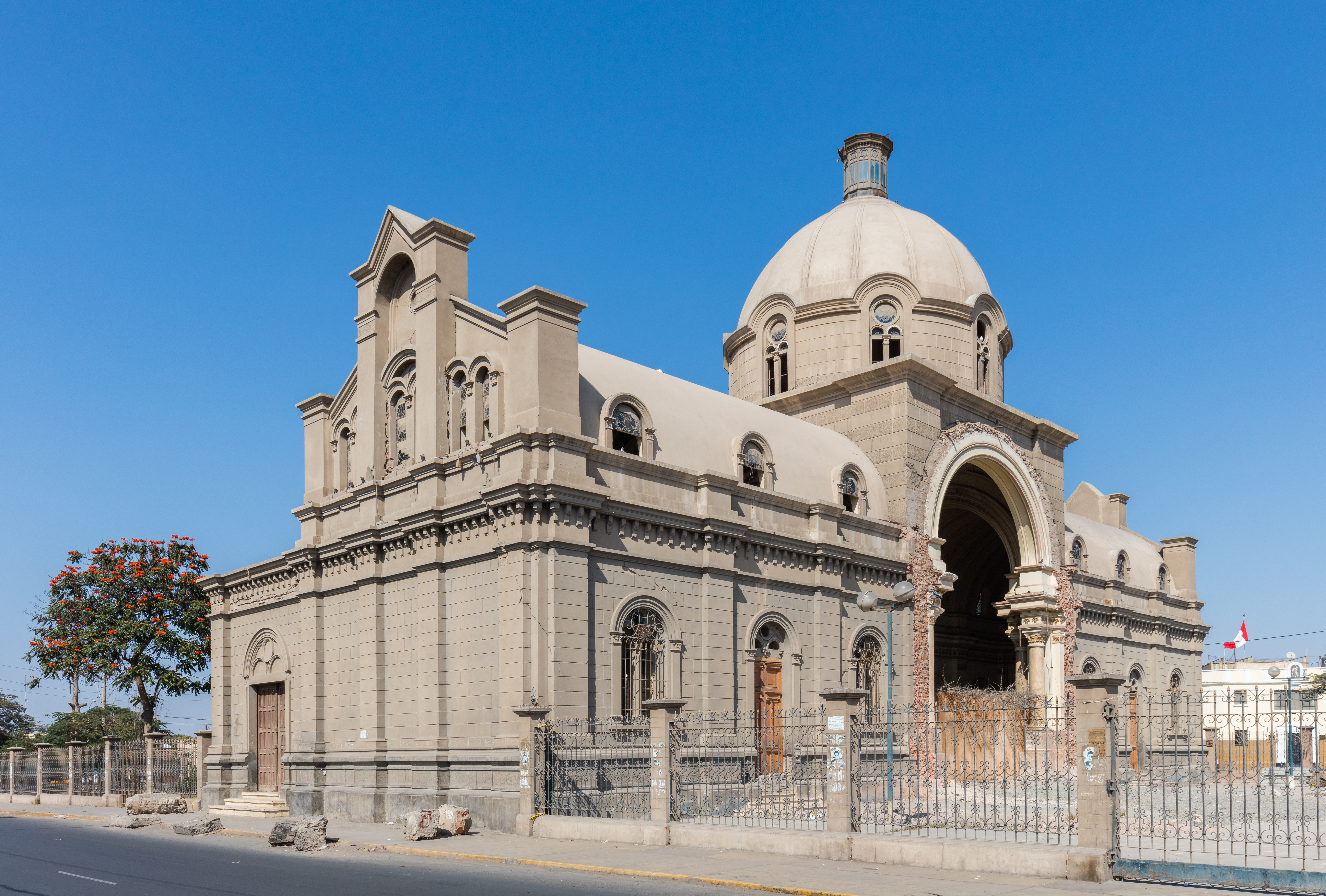
Así era la vista frontal del Santuario del Señor de Luren, donde se pueden observaban los daños en el edificio. Actualmente, ha sido reconstruido.

Dejó 595 muertos, 2291 heridos, 76 000 viviendas totalmente destruidas e inhabitables y 431 000  personas resultaron afectadas.
La zona de Ica y Pisco fueron las más afectadas, evaluándose una intensidad del orden VIII-IX en la escala de Mercalli Modificada (MM). Fue percibido en Cañete y Chincha con intensidad de VII en MM, en Yauyos (Lima) y Huaytará (Huancavelica) intensidad de VI en MM; en la ciudad de Lima con intensidades del orden VI en MM; en Huaraz con IV en MM; Pucallpa y Cuzco con III en MM; y en Arequipa, Chiclayo, Moyobamba y Chachapoyas con II en MM (IGP).

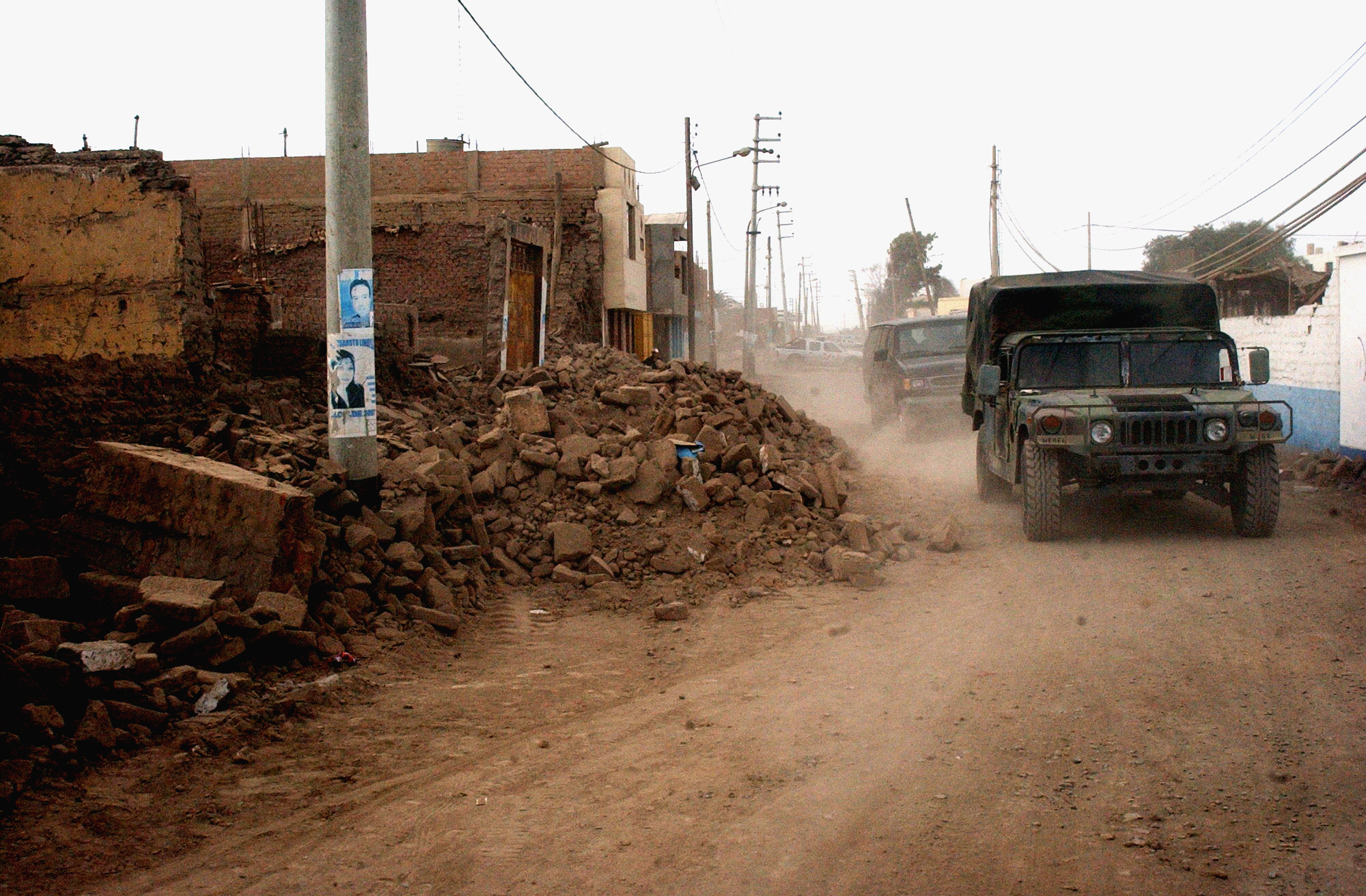
Pisco fue una de las zonas más afectadas por el terremoto. Más del 70 % de sus viviendas quedaron destruidas tras el evento telúrico.

Las zonas más afectadas por el sismo corresponden a las ciudades del departamento de Ica y de la provincia de Cañete. Durante las primeras horas, las informaciones daban cuenta de 16 muertos y más de 200 heridos, pero con el paso de las horas y días, la cifra llegó a un saldo de 510 muertos, 1500 heridos, 17 000 viviendas destruidas y 85 000 damnificados. También fueron afectados varios pequeños poblados de la sierra sur del departamento de Lima así como del occidente de Huancavelica.
En el distrito chinchano de Tambo de Mora, el violento sismo destruyó las casas de adobe, mientras que las de material noble fueron destruidas por una aparente licuefacción del suelo, ya que se hundieron 2,1 m sobre el nivel del suelo. La Reserva nacional de Paracas fue seriamente afectada, pereciendo numerosos lobos marinos y la formación rocosa conocida como La Catedral quedó completamente demolida.
En la ciudad de Ica, parte de la iglesia del Señor de Luren colapsó tras el movimiento sísmico al igual que el coliseo deportivo de dicha ciudad. Asimismo, se desplomó las demás iglesias como la de San Francisco de Asís, la iglesia de la Catedral, la iglesia de San José, también la Capilla del antiguo Hospital del Socorro. Lo mismo ocurrió en la iglesia de San Clemente de Pisco, que se derrumbó mientras se celebraba una misa. Siendo el piano principal el que obstruyó la salida principal al colapsar la base que lo sostenía en la parte superior de la puerta.
En el mismo Pisco, el movimiento sísmico destruyó la Iglesia de la Compañía, antigua iglesia jesuita, ubicada a una cuadra de la Plaza de Armas y la Iglesia de la Agonía en la plazuela Belén; los equipos de rescate lograron encontrar a dos personas con vida, pero se cree que la mayoría de los feligreses murió aplastada por los escombros. Cerca del 80 % de esa ciudad fue arrasada por la catástrofe natural e incluso imágenes de la televisión mostraron decenas de cadáveres en las calles y plazas.
A esto se sumaron los derrumbes de la cárcel Tambo de Mora, en Chincha, que permitió la fuga de seiscientos reos.

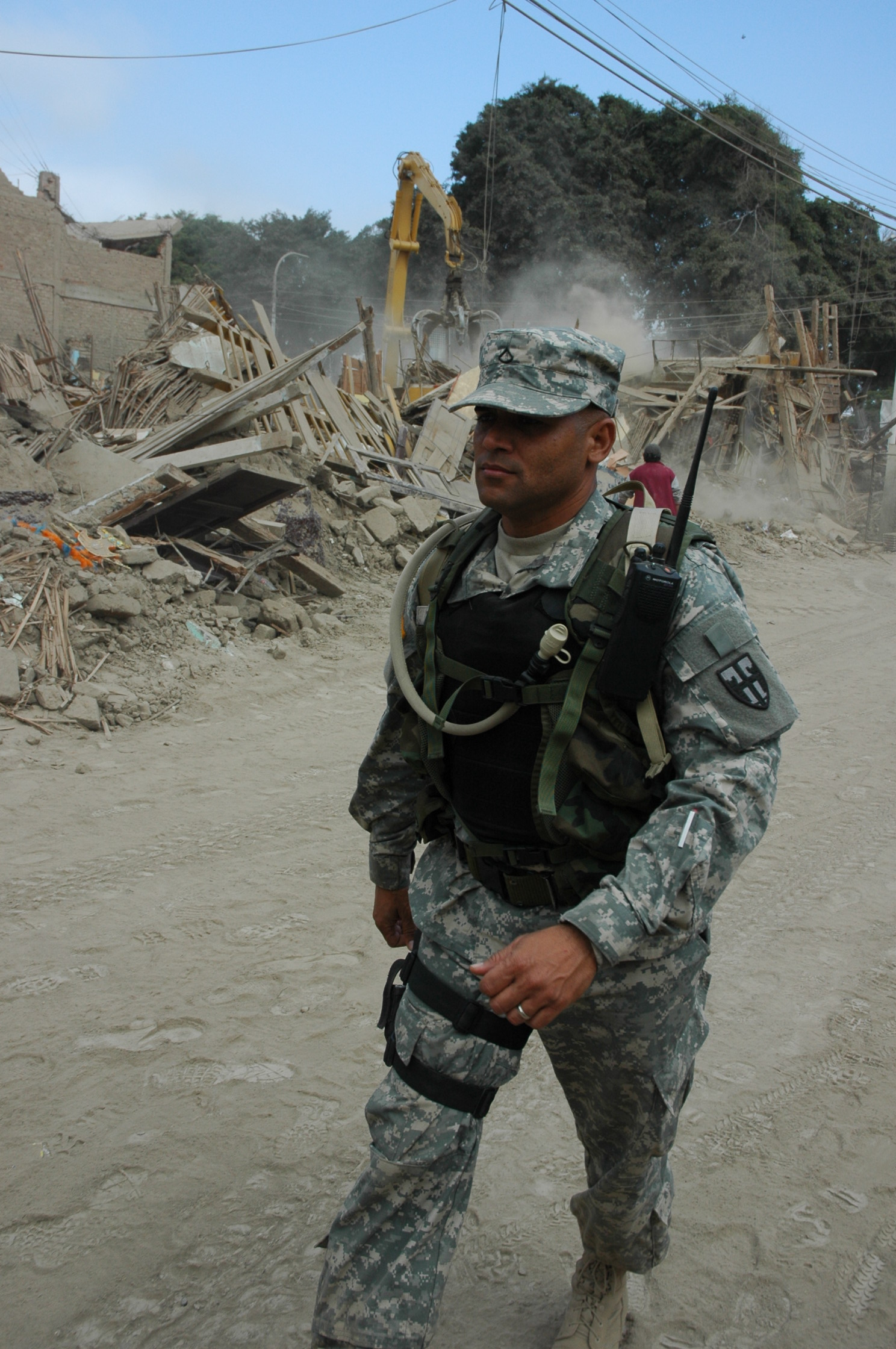
Soldado camina por las ruinas de Pisco.

En el centro poblado Hualcará de San Vicente de Cañete, el sismo destruyó la mayoría de las casas. Asimismo, el sismo devastó el templo católico de San Luis de Cañete, una de las edificaciones más antiguas del valle.
El suministro eléctrico se cortó de inmediato en toda la zona del llamado localmente Sur Chico, al igual que en zonas de parte de la capital como Los Olivos y Villa María del Triunfo.
Las redes de telefonía fija y móvil colapsaron, mientras que la carretera Panamericana sufrió el colapso de los terraplenes entre la zona denominada Cabeza de Toro y la entrada a Pisco por el distrito de San Clemente, lo que ocasionó la fractura y desmoronamiento de la carpeta asfáltica y el agrietamiento de la zona que no se deslizó, con desniveles de hasta medio metro, quedando dañada y dificultando la movilización de vehículos hacia la zona. El puente Huamaní, sobre el río Pisco, sufrió varios daños de consideración, imposibilitando la entrada a la ciudad, obligando a los vehículos y personas a cruzar el río Pisco como medida alternativa.
Al norte de Chincha, la misma carretera en la zona denominada Jahuay, sufrió también el deslizamiento de los terraplenes con fractura y desmoronamiento y agrietamiento de la carpeta asfáltica, que no se desmoronó. Caso similar ocurrió en la carretera que comunica San Vicente de Cañete con el distrito de Lunahuaná, en la provincia de Cañete.
En la ciudad de Lima, algunos edificios de entidades públicas como el Ministerio de Trabajo, el Edificio Alzamora Valdez (sede de la Corte Superior de Justicia de Lima) y el Palacio Legislativo sufrieron daños estructurales que motivaron estudios relativos a su traslado.
La región afectada por este terremoto contribuye con el 3 % del PBI del país, dado por el crecimiento del sector de la agroexportación y de la confección de textiles de todo los mantos. En el ámbito de la agroindustria, fueron afectados principalmente la producción de mangos, páprica, espárragos y el sector vitivinícola de la zona. Sin embargo, la más afectada fue la industria textil que quedó completamente paralizada dejando a más de cinco mil personas sin empleo.

## Tsunami

Propagación del tsunami

Se emitió una alerta de tsunami para Perú, Ecuador, Chile, Colombia e incluso hasta Hawái después de los terremotos, pero luego se canceló. Algunas áreas de la ciudad portuaria de Callao fueron evacuadas. También se emitieron alertas de tsunami para Panamá y Costa Rica, y se publicó una vigilancia de tsunami para Nicaragua, Guatemala, El Salvador, México y Honduras. Todas las alertas se cancelaron después de que una ola de 25 centímetros llegara a la costa.
Un tsunami ocurrió en la costa peruana. Inundó parte de la carretera Costa Verde de Lima y gran parte de la costa de Pisco. Se ha informado que el tsunami alcanzó una altura de hasta 5 metros en la zona de Bahía de Lagunillas en el pueblo de Paracas, barrio de Pisco, con una altura máxima de 10,05 m en Yumaque por encima del promedio. El pueblo pesquero de Lagunilla fue completamente destruido por el tsunami, lo que resultó en la muerte de 3 de sus 7 habitantes; Sin embargo, los sobrevivientes no informaron daños significativos por el terremoto.
La Agencia Meteorológica de Japón emitió una alerta de tsunami, proyectando que olas de más de 20 cm (7,9 pulgadas) podrían llegar a la isla norte de Japón, Hokkaidō, el jueves 16 de agosto, alrededor de las 19:00 UTC (viernes, 04:00 JST).

## Medidas de emergencia
El presidente Alan García se desplazó varias veces a los lugares más afectados por este desastre. Indeci, como institución del Estado, asumió las medidas de ayuda logísticas en casos de desastre como este. Esta institución habría mostrado un improvisado plan de ayuda.
Las clases en toda la costa central del Perú fueron suspendidas al día siguiente, aunque en el departamento de Ica las clases siguieron suspendidas por más de dos meses.
El contralor general de la república, Genaro Matute, informó que más de ciento veinte personas de la contraloría acompañan a los camiones llevando ayuda humanitaria y verifican el correcto reparto de la misma.
El Gobierno central dispuso el emplazamiento de ministros de Estado en el departamento de Ica y la provincia de Cañete, declarándolo en estado de emergencia inicialmente por sesenta días.
Los consulados del Perú en diferentes ciudades del mundo abrieron cuentas bancarias para facilitar el envío oficial de donaciones de dinero al Perú. Igualmente, se facilitó el acopio de bienes de primera necesidad para ser enviados a la zona de la catástrofe.
En el Perú, las empresas privadas, la población civil, organismos particulares e instituciones educativas como universidades públicas y privadas, realizaron donaciones y organizaron el apoyo humanitario para los pobladores afectados.

## Apoyo nacional
El apoyo con elementos de ayuda por parte de los habitantes de Lima fue concentrado en la tribuna norte del Estadio Nacional, la cual se vio rebasada, debido a la solidaridad mostrada por la población limeña. Esto obligó a la habilitación de nuevas áreas para la recepción de contingentes de auxilio.
También participaron independientemente los Gobiernos municipales de la provincia de Lima, organizaciones religiosas como Cáritas, mercados como el de Santa Anita, así como entidades públicas, y empresas privadas nacionales como Alicorp, Backus, DHL, y Serconsult, así como personas comunes. La contribución ha sido en medicamentos, ropa, carpas, alimentos, donaciones de sangre, dinero, útiles de aseo, pilas, y elementos logísticos para enviarlos a la zona del desastre.
Otras ciudades en hacer llegar su ayuda fueron Arequipa, Moquegua y Tacna por encontrarse cerca a la zona del desastre y podían enviar su ayuda por vía terrestre tanto material como con recursos humanos para la recuperación de la zona.
Así mismo, ciudades como Cusco, Piura, Chiclayo, Huaraz, Chimbote y Trujillo también organizaron donaciones que fueron remitidas a la zona de desastre por mar, carreteras y vía aérea.
El Gobierno peruano, mediante Ley n.º 29078, nombró una comisión para la rehabilitación de la zona afectada, denominada Fondo de reconstrucción del sur (FORSUR), y como su director ejecutivo al empresario y presidente de la CONFIEP, Julio Favre.

## Apoyo internacional

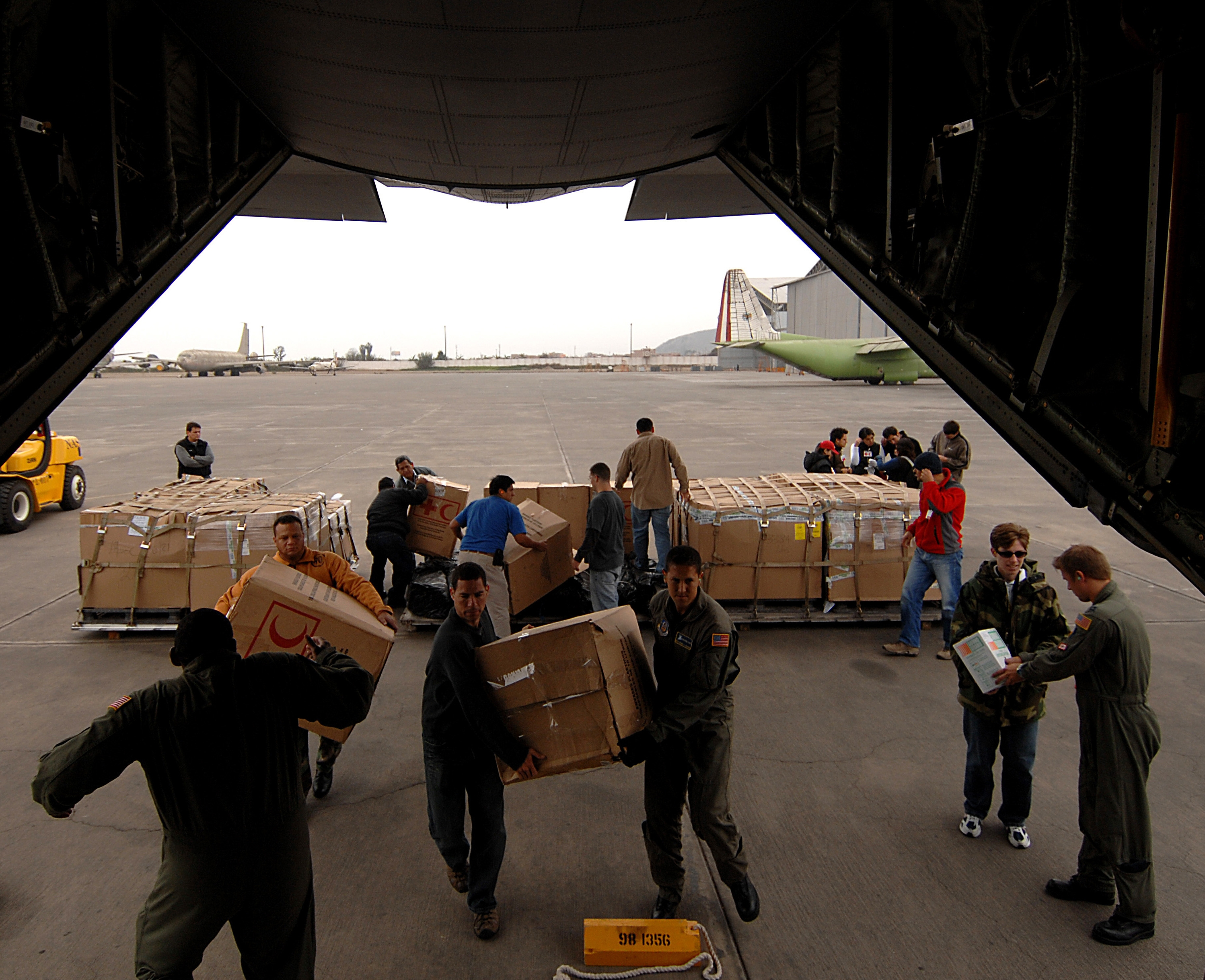
Descarga de víveres recibidos desde los Estados Unidos en el aeropuerto de Lima para ser trasladados posteriormente a la zona del desastre.

Se ha recibido ayuda humanitaria valorizada en cuarenta millones de dólares.
La Organización de las Naciones Unidas anunció la disponibilidad de un millón de dólares junto con quinientos mil dólares adicionales a distribuir por el Programa Mundial de Alimentos. La Unión Europea anunció la aportación de un millón de euros a distribuir entre diversas agencias internacionales.
El Gobierno de Argentina colaboró enviando un avión Hércules con pastillas potabilizadoras de agua, medicamentos, suero, frazadas y carpas, en total, unas doce toneladas de carga. También fue enviado otro avión desde el Gobierno de la provincia de Córdoba con un cargamento similar el 20 de agosto con más ayuda humanitaria. A esta ayuda se sumaron aquellas provenientes de las provincias de Mendoza y Salta. Hasta la región afectada por el sismo se trasladó el titular de los Cascos Blancos, organismo de la Cancillería argentina especializado en catástrofes e integrado por médicos, psicólogos, trabajadores sociales, rescatistas y otros profesionales. El 5 de septiembre fue recibida por el Gobierno de Perú una nueva ayuda consistente en ochenta y tres toneladas de ropa, leche, chocolatada, agua, alimentos y medicinas, proveniente de la comunidad peruana y clasificada por funcionarios de la Cancillería argentina y la Comisión de Cascos Blancos. Cáritas Argentina habilitó una cuenta bancaria para recaudar ayuda.
Un avión Griselda de la Fuerza Aérea Boliviana trasladó el 16 de agosto, doce toneladas de alimentos y vituallas como una contribución nacional a los damnificados. La ayuda fue destinada al departamento de Ica, que fue el más perjudicado por el sismo. En el avión viajaron veinte efectivos FAB-SAR, que se encargaron de distribuir la ayuda boliviana a las víctimas. Además, en Bolivia, iniciaron el 20 de agosto la campaña de solidaridad «Bolivia y La Paz, contigo Perú» para ayudar a las víctimas del terremoto; en ese marco, el presidente Evo Morales anunció que donaría el 50 % de su sueldo mensual, al igual que el vicepresidente Álvaro García Linera, y los ministros y viceministros aportarían el 25 %.
El Gobierno de Brasil envió 46 toneladas de alimentos para los damnificados del sur.
Un avión Hércules de la Fuerza Aérea de Chile (FACh) fue dispuesto por el Gobierno chileno para llevar ayuda a los damnificados por el terremoto. La carga consistió de alrededor de veinte toneladas de frazadas, carpas, medicamentos y otros elementos básicos, arribando a la localidad de Pisco el 17 de agosto. Asimismo, la directora de la Oficina Nacional de Emergencia, Carmen Fernández, explicó que «hemos establecido que vamos a estudiar en las próximas cuarenta y ocho horas el poder mandar el equipo especialista que ya está organizado, especialistas del Ministerio de Salud, del Servicio Médico Legal y del Servicio de Registro Civil. Vamos a ver si se requiere de un apoyo más técnico y para cuando sería». Además, el ministro de Defensa, José Goñi, puntualizó que «esto es un gesto solidario de los chilenos con nuestros vecinos». En el vuelo también se trasladaron familiares de tres estudiantes chilenas que viajaban entre Lima y la localidad de Ica al momento de producirse el sismo, quienes tras estar desaparecidas desde el día del terremoto pudieron ser ubicadas.
El 20 de agosto de 2007, el Gobierno de Chile envió dos nuevos aviones con veinte toneladas de frazadas, medicamentos y alimentos, en una comitiva encabezada por el ministro secretario general de Gobierno, Ricardo Lagos Weber, y la ministra de Salud, María Soledad Barría. Luego, el viernes, 24 de agosto, envió dos aviones, transportando un hospital de campaña de la FACh y personal médico.
Por otro lado, la ONG latinoamericana Un Techo para mi País, presente tanto en Chile como en Argentina, Uruguay y Perú, envió doscientas mediaguas o «casetas» de emergencia (de un costo de mil dólares cada una) y contó con la participación de alrededor de 550 voluntarios entre los distintos países. Los primeros módulos de vivienda prefabricada de madera fueron instalados en Pisco entre el 3 y el 13 de septiembre de 2007, estando a cargo de la distribución y ensamblaje, los profesionales del área técnica de la Gerencia Subregional Pisco del Gobierno Regional Ica.
Colombia envió 18.6 toneladas de ayuda humanitaria al gobierno peruano conteniendo carpas, cobijas, medicamentos, alimentos y ropa. Igualmente, viajaron profesionales expertos en el rescate de personas en este tipo de siniestros. En el distrito de Paracas, la Defensa Civil Colombiana, con la participación de la comunidad, elaboró un plan de acción para realizar tareas de limpieza y remoción de escombros e hicieron evaluación de daños y necesidades. Se puso a disposición del gobierno peruano un avión Hércules de la Fuerza Aérea Colombiana. El presidente de Colombia, Álvaro Uribe, viajó al Perú y visitó personalmente la zona del desastre con algunos de sus ministros y en compañía del presidente peruano Alan García.
La Embajada de España en Lima entregó el 16 de agosto a la Dirección Regional de Defensa Civil del Departamento de Ica tres plantas potabilizadoras de agua con capacidad para atender las necesidades de tres mil personas al día. A esta ayuda se sumó un avión Boeing 747 que salió del aeropuerto de Madrid-Barajas el 17 de agosto rumbo a Pisco con 100 toneladas de ayuda de emergencia proporcionada por la Agencia Española de Cooperación Internacional (AECI) y un significativo número de ONG españolas. La ayuda estaba compuesta de tiendas de campaña, material sanitario, medicamentos y generadores de luz. En el avión viajó un equipo formado por 30 bomberos y once técnicos especializados en el rescate de personas y asistencia sanitaria de emergencia. La AECI, valorando la necesidad de reforzar la acción del primer equipo humanitario, fletó el 20 de agosto desde la Base Aérea de Torrejón de Ardoz un segundo avión con una carga estimada de treinta toneladas de material médico y sanitario, depósitos de agua y material de cobijo. Otras organizaciones españolas como Cáritas Española, Intermón Oxfam y Bomberos sin Fronteras también enviaron cooperación bien en medios técnicos y sanitarios bien en ayuda monetaria. Algunas comunidades autónomas españolas destinaron por su parte ayuda a la zona de la catástrofe como Andalucía con €6 000 000, la Comunidad de Madrid con 7.5 toneladas de ayuda humanitaria y €250 000, Navarra con €600 000, Cataluña con €300 000 y Castilla y León con personal sanitario y de rescate. Surgieron empresas, como Inditex o Telefónica, que donaron importantes sumas de dinero para los necesitados. En ocasión de celebrarse en el Estadio Santiago Bernabéu un partido de fútbol entre el Real Madrid y el Atlético de Madrid, el día sábado 25 de agosto de 2007, el Real Madrid habilitó ocho puestos de colecta de dinero a favor de los damnificados por el terremoto. La Secretaria de Estado para Cooperación, Leire Pajín, y la vicepresidenta del Gobierno, María Teresa Fernández de la Vega, anunciaron que se canjearía el total de la deuda externa del Perú con España para rehabilitar principalmente infraestructura educativa.
El Gobierno de Estados Unidos destinó ciento cincuenta mil dólares de su fondo para emergencias, equipos médicos y dos clínicas móviles. Así mismo, prestó dos helicópteros a las autoridades peruanas. También envió un hospital de campaña que se instaló en la base militar de Pisco y especialistas médicos y quirúrgicos.
Francia destinó una ayuda de trescientos mil euros. Esta ayuda se reparte entre el envío de materiales de emergencia y la financiación oficial de proyectos de ONG presentes en el territorio peruano.
El Gobierno italiano destinó 200 000 euros a la Cruz Roja Internacional para las ayudas de emergencia a las víctimas del terremoto.
El gobierno de Japón donó 100 carpas familiares (con capacidad para 6 personas), 1000 frazadas y 1200 colchonetas. Esta ayuda equivale a unos USD 144 000.
Los Estados Unidos Mexicanos, por medio del Ejército Mexicano, enviaron en un avión Hércules C-130 con carga de dieciocho toneladas desde la ciudad de Tapachula con plantas potabilizadoras de agua y de energía eléctrica. Esta ayuda fue llevada a las ciudades de Pisco, Ica y Chincha.
La Armada de México por su parte envió al buque hospital ARM Zapoteco (AMP-02) con más de doscientas toneladas de cargamento y un grupo de personal médico de sanidad naval. El buque Zapoteco atracó en el puerto General San Martín y durante tres semanas brindó atención médica y odontológica en el puerto de Pisco. El buque también brindó atención médico-quirúrgica dentro de sus instalaciones, ya que cuenta con consultorios dental y médico, así como un quirófano. El buque comandado por el capitán Zamora contó con la participación del grupo de marinos del servicio de sanidad naval encabezado por el capitán de Navío cirujano general Bosques, el capitán de Corbeta enfermero Ibarias, el teniente de Navío cirujano maxilofacial Salvador Reyes Fernández y el teniente de Corbeta anestesiólogo Carlos Arango.  Por último, varias compañías, fundaciones y bancos abrieron cuentas bancarias para que se depositara dinero que será enviado al Perú para dar apoyo económico a la Cruz Roja Peruana.
El Gobierno de Taiwán donó cien mil dólares a los afectados por el terremoto en el Perú. Este esfuerzo humanitario ha sido canalizado mediante el Ministerio de Exterior de este país, de acuerdo a palabras de Yeh Fei-pi, portavoz del ministro de exterior Su Lian-sheng. Además, en un comunicado el ministro expresó sus condolencias al presidente del Perú, Alan García. Este país asiático también ofreció el envío de ayuda en medicinas y equipos de rescate, ya que cuenta con experiencia al combatir este tipo de desastres. Cabe resaltar que terremotos, sísmos y tifones azotan la isla cada cambio de estación. Un contingente de ayuda fue planificada para partir desde Taipéi el día viernes, 17 de agosto, llevando consigo un equipo de médicos, expertos en salud pública y provisiones de primeros auxilios y medicinas.
Turquía donó mil casas prefabricadas, además de apoyo económico.
El 17 de agosto, el Ministerio de Relaciones Exteriores de Uruguay se comunicó con el embajador de Uruguay en el Perú, Juan Bautista Oddone, quien hizo entrega de la ayuda que enviada por Uruguay a las víctimas del terremoto que afectó a varios puntos de esta nación, según lo manifestó la vicecanciller Belela Herrera. La ayuda consiste en una unidad potabilizadora de agua, leche en polvo donada por CONAPROLE, así como ropa, abrigos y alimentos no perecederos recolectados por la Cruz Roja. Uruguay envió la ayuda mediante el técnico del Ministerio de Vivienda, Ordenamiento Territorial y Medio Ambiente, Diego Pastorín, en un vuelo el 18 de agosto.
El Gobierno de la República Bolivariana de Venezuela expresó en un comunicado su altísima preocupación por los hechos ocurridos en Perú y anunció el envío de una «misión solidaria» de especialistas en gestión de catástrofes, rescate y salvamento, para incorporarse a las labores de apoyo en la zona afectada. «Asimismo, el Gobierno venezolano ha ordenado el envío de material médico y de todos los insumos necesarios para hacer frente a esta catástrofe», dijo el comunicado. La Cruz Roja Venezolana fue enviada al sitio de mayor catástrofe.

## Apuntes adicionales
- Dos años antes del desastre, un informe del IGP arrojó que la zona entre Lima y Nazca no había sido lugar de epicentros de movimientos sísmicos, lo cual daba la posibilidad de un gran movimiento telúrico en esa zona en cualquier momento, y debía realizarse un plan en caso de emergencia, pero el informe no fue tomado en cuenta por el Instituto de Defensa Civil del Perú.[52]
- De los cerca de 630 presidiarios que se fugaron al derrumbarse la cárcel Tambo de Mora en Chincha, 242 regresaron a la cárcel por propia voluntad para no agravar su situación legal.[53]
- La Reserva nacional de Paracas sufrió la destrucción de la imponente figura rocosa llamada la Catedral. Esta figura formada a lo largo de los siglos por la erosión del mar y el viento, era una de las imágenes naturales más representativas de Perú y estaba considerada como patrimonio de la humanidad.[54]
- El partido correspondiente a la cuarta fecha del Torneo Clausura 2007 entre Cristal y Universitario, por disputarse ese día en el Estadio Nacional, a las 20:00, tuvo que ser suspendido por el sismo, reprogramándose para el 5 de septiembre, con triunfo visitante por 1-2 con goles de Johan Fano y Mayer Candelo y descuento de Ramiro Fassi.[55]